# Fra Angelico (Hovhaness)
Fra Angelico is een compositie van de Armeens / Schotse componist Alan Hovhaness.
Hovhaness kreeg het verzoek tot een werk van het Detroit Symphony Orchestra onder Sixten Ehrling. Dat terwijl de componist op dat moment huiscomponist was bij het Seattle Symphony; het werk is voornamelijk in Seattle gecomponeerd. Zelfs een probeerrepetitie werd gehouden in Seattle onder Milton Katims, haar toenmalige dirigent.
Het werk is een eerbetoon aan Fra Angelico. Inspiratie kreeg de componist tijdens een verblijf in Seattle, waarbij in plaats van de "muren op zich zag afkomen" de ruimte waarin hij verbleef in zijn ogen ineens onmetelijk groot werd. De muziek begint schimmig met licht dissonante violen ten opzichte van andere strijkinstrumenten. De eerste vastigheid in dit werk wordt gevormd door een lange en langzame melodie in de celli. Vervolgens keert de schimmigheid terug, die langzaam wegsterft. Na deze introductie is er geen enkele vastigheid meer als Hovhaness een passage heeft gecomponeerd, die hij typeert als georganiseerde chaos; iedereen heeft zijn / eigen melodielijn, te spelen in een eigen tempo. Dit is pas afgelopen als de dirigent dat aangeeft. Eerst de strijkinstrumenten, vervolgens de houtblazers en glissanderende trombones. De muziek slaat dan om in een canon in de koperblazers. Fra Angelico besluit zoals het begonnen is, met licht dissonante muziek. De componist vergeleek die met hemelse klanken, zoals Fra Angelico hemelse kleuren gebruikte.

## Orkestratie
- 3 dwarsfluiten, 3 hobo’s, 3 klarinetten, 3 fagotten,
- 4 hoorns, 3 trompetten, 2 trombones, 1 tuba
- 1 stel pauken, 4 man / vrouw percussie, 2 harpen; 1 celesta
- violen, altviolen, celli, contrabassen

## Discografie
- Uitgave Crystal Records: de componist met het Royal Philharmonic Orchestra; een opname uit 1971 voor Poseidon.
- Uitgave Orion: Werner Torkanowski met het New Orleans Philharmonic Symphony Orchestra, een opname uit 1972
- twee privé-opnnamen met het World Youth Symphony Orchestra onder leiding van Ehrling uit 1969 en het Seattle Youth Orchestra o.l.v. Vilem Sokol.